# Piotr Gruchała
Piotr Gruchała (ur. 23 stycznia 1972 w Krakowie) – polski piłkarz występujący na pozycji pomocnika.

## Kariera
Jest wychowankiem Hutnika Nowa Huta. W barwach tego klubu rozegrał 21 spotkań w Ekstraklasie. W latach 1993–1995 grał w Wawelu Kraków. Następnie w sezonie 1995/1996 był piłkarzem Cracovii. W latach 1996–1998 był zawodnikiem Okocimskiego Brzesko. W 1998 roku powrócił do Hutnika, po czym w tym samym roku zakończył sportową karierę.

## Statystyki ligowe
| Sezon         | Klub              | Liga    | Mecze | Gole |
| ------------- | ----------------- | ------- | ----- | ---- |
| 1989/1990     | Hutnik Kraków     | II liga | 14    | 1    |
| 1990/1991     | Hutnik Kraków     | I liga  | 4     | 0    |
| 1991/1992     | Hutnik Kraków     | I liga  | 16    | 0    |
| 1992/1993 (j) | Hutnik Kraków     | I liga  | 1     | 0    |
| 1995/1996     | Cracovia          | II liga | 33    | 4    |
| 1996/1997     | Okocimski Brzesko | II liga | 32    | 5    |
| 1997/1998     | Okocimski Brzesko | II liga | 29    | 3    |
| 1998/1999 (j) | Hutnik Kraków     | II liga | 12    | 1    |